# 16023 Alisonyee
A 16023 Alisonyee (ideiglenes jelöléssel 1999 CV93) a Naprendszer kisbolygóövében található aszteroida. A LINEAR projekt keretében fedezték fel 1999. február 10-én.